# Paul Sabatier (historiker)
Paul Sabatier, född den 3 augusti 1858 i Saint-Michel-de-Chabrillanoux i departementet Ardèche, död den 4 mars 1928 i Strassburg, var en fransk historiker.
Sabatier var reformert präst 1885–1889 i Strassburg och sedermera i Saint-Cierge, men nedlade av hälsoskäl 1893 sitt ämbete och ägnade sig helt åt historisk forskning. Han vann världsberömmelse genom sina undersökningar om Franciskus av Assisi, med lärdaste källkritik framlagda bland annat i S. Francisci legenda antiquissima (1898), med litterär mästarhand sammanfattade i Vie de Saint François d'Assise (1893, 38:e upplagan 1912; översatt till alla kulturspråk, svensk upplaga "Den helige Franciskus", 1895, utan noter och vetenskaplig apparat), uppförd på "Index" (1894). Under senare åren uppträdde Sabatier som den romersk-katolska modernismens vältalige försvarare (Les modernistes, 1909, flera upplagar, med mera). Han såg i denna riktning den äkta kristendomen, dock utan att han övergick till katolicismen. I sina historiska arbeten röjer Sabatier Renans inflytande i både förtjänster och brister. Han analyserade i ett par skrifter läget i Frankrike efter 1905 års kyrkliga omvälvning (À propos de la separation des églises et de l'etat, 10:e upplagan 1910, L'orientation religieuse de la France actuelle, 1911). Sabatier delade i början av 1900-talet sin vistelse mellan Assisi, där han var hedersborgare, och trakten av Lyon, där han bode och deltog i det reformerta kyrkolivet. Han förfäktade ivrigt Frankrikes sak i första världskriget. Efter kriget blev han professor i kyrkohistoria vid Strasbourgs universitet.